# Trinket
Trinket (auch Trinkat genannt, nicobarisch: Laful) ist eine indische Insel. Sie gehört zu den Nikobaren im Indischen Ozean.
Sie liegt östlich ihrer Nachbarinseln Camorta und Nancowry. 
Nach der indischen Volkszählung im Jahr 2001 lebten auf der Insel 436 Menschen in vier Dörfern: das größte war Trinket, danach kam Safebalu, Tapiang und Hockcook. Zu dieser Zeit hatte die Insel eine Fläche von 86,3 km².
1778 wurde die Insel von der Triestiner Ostindischen Handelskompanie zu einer österreichischen Kronkolonie erklärt. 1784 wurde dieser Anspruch schon wieder aufgegeben.
In den großen Flutwellen des Tsunamis als Folge des schweren Seebebens im Indischen Ozean 2004 wurde Trinket schwer verwüstet, die Fläche reduzierte sich erheblich und die Insel zerbrach in zwei Teile. 91 Menschen kamen dabei ums Leben. Die Überlebenden wurden danach auf Nachbarinseln evakuiert.